# Isla Madame
Isla Madame es una isla francesa bañada por las aguas del golfo de Vizcaya que se extiende por las costas del Charente Marítimo y pertenece al archipiélago de Charente.

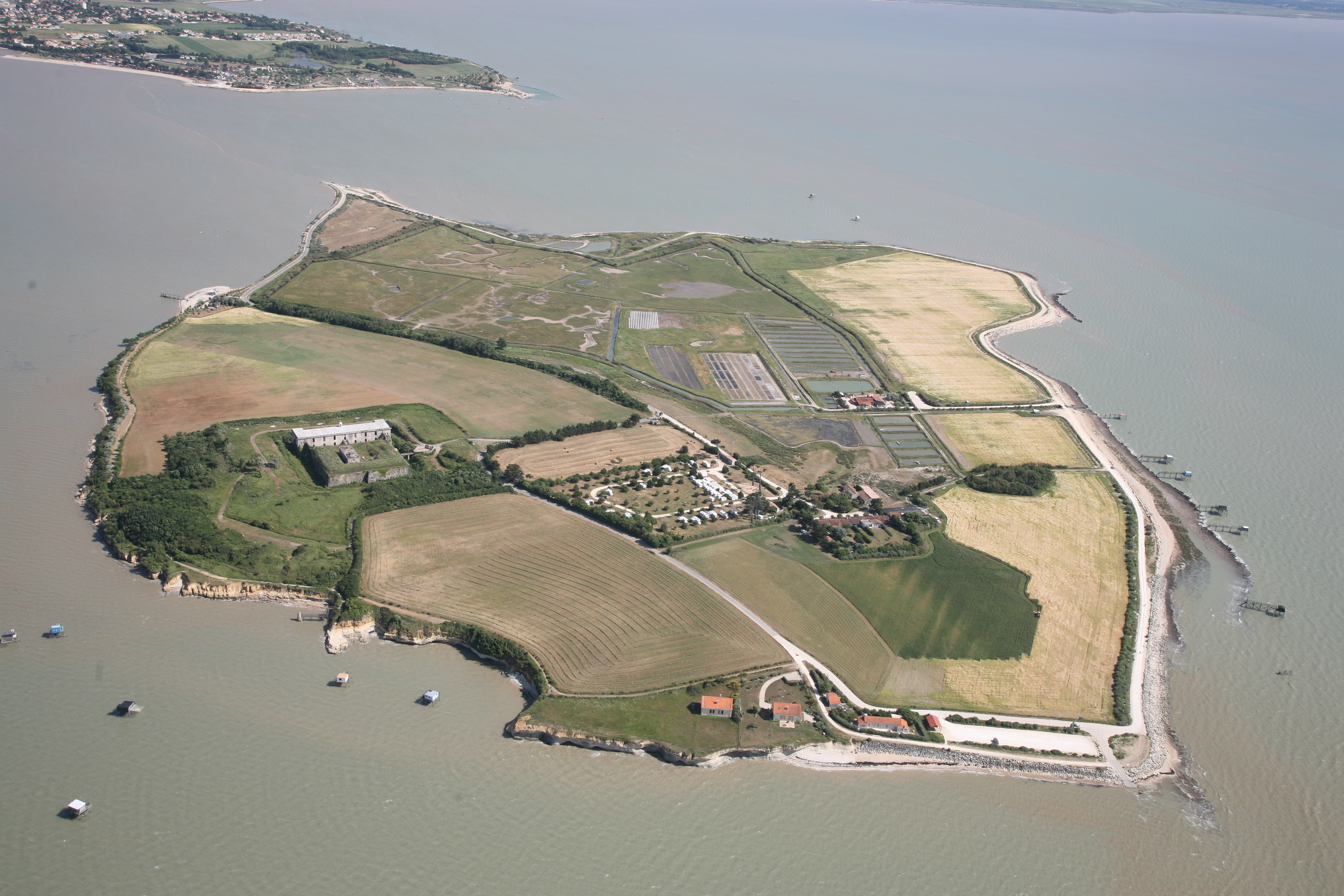
Isla Madame, vista aérea.

Se sitúa en la ribera oriental del estuario del Charente y está conectada al continente por el tómbolo de Passe aux boeufs (en español, Paso de los Bueyes). A 6,80 km hacia el noroeste se encuentra la isla de Aix, y al sur se sitúa el pequeño puerto ostrícola del municipio Port-des-Barques, al que se adscribe administrativamente. A su derecha, se sitúa la península de Fouras y enfrente, encontramos la punta de Piédemont,a tan solo 950 metros de altura. 

## Geografía
Isla Madame pertenece al departamento administrativo francés de Charente-Marítimo, situado en la región de Nueva Aquitania. De hecho, esta isla forma parte del municipio de Port-des-Barques, una comuna creada en 1947. Además, es la segunda isla más pequeña de las cinco que componen el archipiélago de Charente que, ordenadas de mayor a menor tamaño, son las siguientes: la isla de Oléron, la isla de Ré, la isla de Aix, la isla Madame y de la isla de Nôle.
Así pues, Isla Madame es tan pequeña que ocupa una superficie total de tan solo 0,78 km2. Tiene forma rectangular, y mide 800 m de largo y 400 m de ancho.
Se une al continente mediante un paso natural de arena y guijarros, llamado Passe aux Boeufs (en español, Paso de los Bueyes). Se trata de un tómbolo o cordón de dunas de alrededor de 1 km formado por sedimentos y depósitos fluviales, al cual solo se puede acceder durante la marea baja. En verano, muchos turistas suelen recorrerlo a pie; sin embargo, esta zona presenta los mismos peligros que el Mont Saint-Michel a causa de las mareas.

A lo largo de la costa de la isla Madame, principalmente encontramos peñascos y pequeños acantilados, bancos de arcilla o roca blanda, y playas de guijarros con poca arena. La base geológica que se extiende por la meseta de Saintonge se diferencia notablemente de aquella de la península de Fouras y de la de la isla de Aix. Esto se debe a que está formada por piedras calizas y areniscas del Cretácico, y de sedimentos marinos y fluviales del Cuaternario, resultado de la última transgresión flandriense.

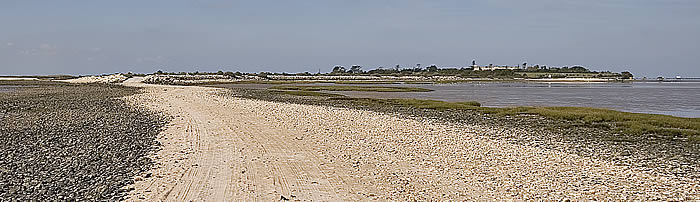
Paso de los Bueyes

## Historia
El nombre provendría o bien de Anne de Rohan-Chabot, amante de Luís XIV, o bien de la abadesa de la abadía de las Damas de Saintes, quien ostentaba el título de Madame de Saintes (Señora de Saintes). También se llama Île de la Garenne (literalmente, Isla de los Conejos) por la abundancia de animales de esta especie que fueron al principio los únicos habitantes de la isla. Durante la Revolución, se le llamó Île Citoyenne (Isla Ciudadana).
Al norte de la isla, se encuentra un reducto cuadrado (antigua fortificación militar), construido parcialmente en piedra de Crazannes en 1703, además de varias casamatas. Estas construcciones formaron parte del sistema de defensa de la rada de Rochefort, en la entrada de la amplia desembocadura del Charente, para proteger Rochefort y su arsenal militar.
Al sureste de la isla, una cruz de piedra en el suelo marca el lugar donde se enterró a 254 de los 829 sacerdotes deportados que murieron en 1794. Este lugar es el destino de un peregrinaje que se realiza en agosto y que consiste en atravesar el tómbolo de Passe aux Boeufs con una piedra en la mano que se coloca en la cruz al llegar. Un total de 829 sacerdotes refractarios que se negaron a jurar la nueva constitución fueron encarcelados a bordo de los pontones de Rochefort —el Washington y los Deux Associés, antiguos barcos negreros—; posteriormente, en la isla de Aix y, finalmente en la isla Madame. De ellos, 547 murieron por enfermedades y agotamiento, de los cuales 254 se enterraron en la isla Madame, 226 en la isla de Aix, y 67 en Rochefort. 64 de los sacerdotes refractarios, entre los cuales estaba Jean-Baptiste Suzy, nombrado vicario general por el obispo de La Rochelle por apoyar a sus compañeros, fueron beatificados por el papa Juan Pablo II en 1995.
Después del sangriento episodio de la Comuna de París, se envió a los comuneros a la isla. Entre 1871 y 1872 construyeron un pozo para aprovisionarse de agua dulce que se conocería posteriormente como pozo de los Federados o de los Insurgentes. Antes, se podía acceder a este pozo, perforado en una zona intermareal a 25 metros de la costa, a través de una pasarela, pero esta se cerró en 2013 debido al mal estado que presentaba y se desmontó en 2022.

## Paleontología
En los acantilados de la isla, encontramos 24 especies de erizos de mar fósiles cenomanienses, así como especies bioconstructoras (corales, rudistas, estromatopóridos), ostras, escleractinios, nautilus, dientes de peces (picnodontes y selaquimorfos), vértebras de reptiles acuáticos (Carentonosaurus) y restos de vegetales fósiles (sobre todo coníferas: Frenelopsis y Glenrosa)

## Economía
La ostricultura y la acuicultura se practican en la costa oeste de la isla. La Ferme Aquacole de la isla Madame es un exitoso ejemplo de empresa integrada en su medio natural. Se creó en 1980 y, hoy en día, ofrece una finca donde se sirven los productos de cultivo: ostras, almejas, róbalo, dorada, salicornias y sal proveniente de las salinas. 
Por otra parte, es posible encontrar varios pontones con redes cuadradas en la orilla. Esta isla es conocida como un lugar idóneo para la pesca a pie. 
Finalmente, la isla Madame está abierta al turismo, por lo que es posible alojarse en ella desde que se inauguró un camping y de casas rurales de alquiler.